# Игрите на дявола
„Игрите на дявола“ е американски криминален трилър от 2007 г.
Сидни Лумет е режисьор на продукцията. Това е последният филм на Лумет преди смъртта му през 2011 г.
Сценарият е на Кели Мастерсън. Главните роли се изпълняват от Филип Сиймур Хофман, Итън Хоук, Мариса Томей и Албърт Фини. Името на филма идва от ирландската поговорка: „Нека бъдеш в рая поне половин час преди дявола да разбере, че си мъртъв“.
Действието във филма се развива непоследователно, като няколко пъти се връща назад и напред, а някои сцени са представени от различни гледни точни.
Филмът се появява в списъите на 10-те най-добри филма за годината на множество критици и е избран от Американския филмов институт сред най-влиятелните филми на 2007 г.

## Сюжет
Действието се развива около 2 братя, които организират обир на магазин за бижута, собственост на родителите им. Планът е обирът да бъде осъществен без оръжия, насилие и без жертви, но когато съучастник пренебрегва правилата и преминава границата, действията му предизвикват серия от събития след които никой не остава незасегнат.

## Продукция
Лумет взима решението да заснеме „Игрите на дявола“ в HDTV, след като експериментира с формата в сериала „Централна улица 100“. На пресконференция по време на кинофестивала в Ню Йорк през 2007 г. Лумет се оплаква от трудностите по време на снимките.